# Дољани (Доњи Лапац)
Дољани су насељено мјесто у општини Доњи Лапац, источна Лика, Република Хрватска.

## Географија
Дољани су удаљени око 15 км југоисточно од Доњег Лапца.

## Историја
У месту је 1847. године забележено 1417 православних Срба, а две деценије потом 1867. године има их 1922 душе. Порастао је број становника за четвртину.
Послије Другог свјетског рата, формирањем федералних јединица извршена је мања размена територија између Босне и Херцеговине и Хрватске. Хрватској је припало неколико села у сјеверозападној Босни, а Босни и Херцеговини неколико личких села у подножју планине Пљешевице, западно од Бихаћа. Мањи дио насеља Дољани ушао је у састав насеља Мартин Брод, општина Бихаћ, Босна и Херцеговина. Дољани су се од распада Југославије до августа 1995. године налазили у Републици Српској Крајини.

## Култура
У Дољанима је сједиште истоимене парохије Српске православне цркве. Парохија Дољани припада Архијерејском намјесништву личком у саставу Епархије Горњокарловачке. У Дољанима се налази храм Српске православне цркве Рођење Пресвете Богородице, саграђен 1782. године, срушен 1948. године, а обнова је започета 1990. године.

## Становништво
Дољани су се од пописа становништва 1961. до августа 1995. налазили у саставу некадашње општине Доњи Лапац. Према попису становништва из 2011. године, насеље Дољани је имало 133 становника.
| Националност       | 1991. | 1981. | 1971. | 1961. |
| Срби               | 303   | 323   | 485   | 650   |
| Југословени        |       | 50    |       |       |
| Хрвати             |       |       |       | 3     |
| остали и непознато | 2     |       | 1     |       |
| Укупно             | 305   | 373   | 486   | 653   |

| Демографија | Демографија | Демографија |
| Година      | Становника  | Становника  |
| ----------- | ----------- | ----------- |
| 1961.       | 653         |             |
| 1971.       | 486         |             |
| 1981.       | 373         |             |
| 1991.       | 305         |             |
| 2001.       | 95          |             |
| 2011.       |             | 133         |

## Попис 1991.
На попису становништва 1991. године, насељено место Дољани је имало 305 становника, следећег националног састава:
| Попис 1991.‍ | Попис 1991.‍ | Попис 1991.‍ | Попис 1991.‍ | Попис 1991.‍ |
| ----------- | ----------- | ----------- | ----------- | ----------- |
|             |             |             |             |             |
| Срби        | Срби        |             | 303         | 99,34%      |
| непознато   | непознато   |             | 2           | 0,65%       |
| укупно: 305 |             |             |             |             |